# الملا علي القاري
المُلَّا علي القاري الهروي (ت. 1014هـ - 1606م) هو فقيه حنفي ماتريدي صوفي، من علماء أهل السنة والجماعة.

## اسمه
هو نور الدين أبو الحسن علي بن سلطان محمد القاري، الهروي المكي، المعروف بملَّا علي القاري، اسم والده: سلطان. وُلد بهراة، ولم يذكر تاريخ لولادته.

ذكرَ مركز تفسير للدراسات القرآنية في مقالته (الملا علي القاري سيرته - جهوده) "و(مُلّا) فارسية تعني: العالم. و(القاري) لقبٌ له رسوخه في علم القراءات، و(الهروي) نسبة إلى بلدة (هراة)، وهي من أعظم مدن خراسان، وهي العاصمة الثانية لأفغانستان حالياً، و(المكي) نسبة إلى مكة، حيث إنه رحل إليها وجاور بها أكثر من أربعين سنة حتى وفاته.".

## حياته وموارد رزقه
كان زاهداً في الدنيا، بعيداً عن الحكام ومجالسهم، معرضاً عن الوظائف والأعمال، وكان شديداً عليهم، حاملاً على أهل البدع والضلالات في مكة المكرمة (محل إقامته)، وكان تعلَّم الخط العربي حتى برز فيه، فكان مورد رزقه مصحفان يكتبهما في كل عام، ويزين المصحف بعض القراءات (وهو من القراء)، فيبيع المصحفين أما أحدهما فيتقوَّت بثمنه طوال عامه، وأما الثاني فيتصدَّق بثمنه، وكان ذلك يكفيه؛ إذ كان يعيش بلا زوجة ولا جارية ولا ولد ولا أهل. قال الشيخ محمد عبد الحليم النعماني: ظلَّ الملّا علي القاري قانعاً بما يحصِّل من بيع كتبه، وغلب على حاله الزهد والعفاف والرضا بالكفاف، وكان قليل الاختلاط بغيره كثير العبادة والتقوى، شديد الإقبال على عالِم السر والنجوى جلَّ جلاله.

## حياته العلمية
يمكن تقسيم حياته إلى مراحل ثلاثة:

### المرحلة الأولى
وُلد في هراة، وتعلَّم القرآن الكريم وحفظه، وتلقَّى مبادئ العلوم وحضر حلقات العلماء في بلاده وصلَّى بالناس إماماً، فلُقب بالقاري، كعادتهم في اللقب ذلك الزمان.

### المرحلة الثانية
انتقل إلى مكة مكرمة في شبابه، وذلك بعد وقوع فتنة السلطان إسماعيل الصفوي، الذي كان لا يتوجه إلى بلدة إلا ويفتحها ويقتل جميع من فيها وينهب أموالهم ويفرقها، وقد قتل خلقاً لا يحصون يفوق على ألف ألف (مليون نفس)، وقتل عدة من أعاظم العلماء بحيث لم يبق أحداً من أهل العلم في بلاد العجم، وأحرق جميع كتبهم ومصاحفهم؛ لأنها مصاحف أهل السنة. وقد فعل إسماعيل الصفوي في هراة، موطن الإمام القاري، ما فعل، مما دفع مَن نجا من العلماء مِن القتل والذبح أن يهاجر، فكان ممن هاجر من بلاده إلى بيت الله الحرام: الإمام علي بن سلطان محمد القاري. وقد دخل مكة المكرمة ما بين عامي 952 هـ - 973 هـ. وفي مكة جلس في حلقات المشايخ يرتشف من رحيقهم وينهل من معينهم. وقد شرح الله صدره في هذا المقام الذي انتقل إليه وهو جوار بيت الله الحرام، وكان لا يُرى إلَّا ومعه كتاب أو بين يدي أستاذ، واستمر على هذا إلى حوالي عام 1003 هـ، حيث بدأ تأليف الرسائل والكتب.

### المرحلة الثالثة
وفي حوالي عام 1003 هـ بدأ التأليف أو أظهره، وقد أخذ يصنِّف الرسائل والكتب، يقدِّمها للناس، فكتب في تلك السنوات القليلة - من 1003 هـ إلى 1014 هـ - أكثر من 148 رسالة وكتاباً، كما قال الباحث الشيخ خليل إبراهيم قوتلاي في رسالة (الإمام علي القاري وأثره في علم الحديث).

## رأيه في والدي النبي محمد
كان الإمام علي القاري رأى فترة أن والدي الرسول ﷺ في النار، وكتب في هذا رسالة، لكنه رجع عن ذلك في شرحه للشفاء للقاضي عياض، الذي انتهى منه سنة 1011 هـ، أي قبل وفاته بثلاث سنوات. فقد جاء فيه بعد كلام: (وأبو طالب لم يصح إسلامه): «وأما إسلام أبويه ففيه أقوال، والأصح إسلامهما على ما اتفق عليه الأجلَّة من الأمة، كما بيَّنه السيوطي في رسائله الثلاث المؤلفة.» وقال: «وأما ما ذكروا من إحيائه عليه الصلاة والسلام أبويه، فالأصح أنه وقع على ما عليه الجمهور الثقات، كما قال السيوطي في رسائله الثلاث المؤلفة.» قال الشيخ خليل: إن الإمام القاري فرغ من كتابه (شرح الشفاء) في سنة 1011 هـ، أي قبل وفاته بثلاث سنوات والله أعلم.

## مؤلفاته

كتاب (منح الروض الأزهر في شرح الفقه الأكبر) للعلامة ملا علي القاري، ومعه: التعليق الميسر على شرح الفقه الأكبر، تأليف: الشيخ وهبي سليمان غاوجي.

كتاب (ضوء المعالي على منظومة بدء الأمالي) المعروفة بالقصيدة اللامية، أو، قصيدة يقول العبد في التوحيد.

لقد كتب الإمام القاري في الفنون الشرعية المختلفة، فكتب في القرآن الكريم وعلومه، وكتب في الحديث الشريف وعلومه، وكتب في التوحيد والعقائد، وكتب في الفقه وعلومه، وكتب في فروع مختلفة رسائل صغيرة، وكان على مسلك الإمام السيوطي في كثرة الكتابة، فما يكاد يقرأ موضوعاً إلّا ويؤلف له رسالة، وكذلك سلك الإمام القاري. وكان في أكثر كتاباته ناقلاً لما في كتب السابقين، مع التبويب والترتيب، والإضافة أحياناً. وقد بلغ بعضهم بمؤلفاته إلى ثلاثمائة مؤلف، لكن منها ما يكون في صفحة أو صفحات أو يكون جزءاً أو مجلداً أو مجلدات.
قال الشيخ خليل إبراهيم قوتلاي بعد أن ذكر الكتب الحديثية التي كتبها الإمام القاري:
مؤلفات الشيخ علي القاري غير الحديثية:
- التوحيد/ 17 كتاباً.
- أصول الفقه/ كتاب واحد.
- الفقه/ 20 كتاباً.
- المناسك/ 11 كتاباً.
- الفرائض/ كتاب واحد.
- التفسير/ 6 كتب.
- القراءات والتجويد/ 5 كتب.
- السيرة والشمائل/ 6 كتب.
- الأدعية والأذكار/ 3 كتب.
- التراجم/ 5 كتب.
- اللغة/ 3 كتب.
- النحو/ 6 كتب.
- مواعظ وكتب أخرى/ 21 كتاباً.
- رسائل منسوبة إليه غير مشهورة/ 24 كتاباً.[14]

ومن أهم مؤلفاته:
- تفسير الملا علي القاري المسمى (أنوار القرآن وأسرار الفرقان).
- الأثمار الجنية في أسماء الحنفية.
- منح الروض الأزهر في شرح الفقه الأكبر.
- ضوء المعالي شرح بدء الأمالي.
- مرقاة المفاتيح شرح مشكاة المصابيح.
- جمع الوسائل في شرح الشمائل.
- شرح مسند أبي حنيفة.
- شرح الشفا.
- شرح نخبة الفكر في مصطلحات أهل الأثر.
- الأسرار المرفوعة في الأخبار الموضوعة.
- المصنوع في معرفة الحديث الموضوع.
- أدلة معتقد أبي حنيفة في أبوي الرسول عليه الصلاة والسلام.
- الرد على القائلين بوحدة الوجود.
- تسلية الأعمى عن بلية العمى.
- موعظة الحبيب وتحفة الخطيب.
- الأحاديث القدسية الأربعينية.
- شم العوارض في ذم الروافض.

## قالوا عنه
- قال عنه الزركلي في كتابه الأعلام: «علي بن (سلطان) محمد، نور الدين الملّا الهروي القاري: فقيه حنفي، من صدور العلم في عصره. ولد في هراة وسكن مكة وتوفي بها. وقيل: كان يكتب في كل عام مصحفا وعليه طرر من القراءات والتفسير فيبيعه فيكفيه قوته من العام إلى العام. وصنف كتبا كثيرة، منها «تفسير القرآن- خ» ثلاثة مجلدات، و «الأثمار الجنية في أسماء الحنفية» و «الفصول المهمة- خ» فقه، و «بداية السالك- خ» مناسك، و «شرح مشكاة المصابيح- ط» و «شرح مشكلات الموطأ- خ» و «شرح الشفاء- ط» و «شرح الحصن الحصين- خ» في الحديث، و «شرح الشمائل- ط» و «تعليق على بعض آداب المريدين، لعبد القاهر السهروردي- خ» في خزانة الرباط (2503 ك) و «سيرة الشيخ عبد القادر الجيلاني- ط» رسالة، ولخص مواد من القاموس سماها «الناموس» وله «شرح الأربعين النووية- ط» و «تذكرة الموضوعات- ط» و «كتاب الجمالين، حاشية على الجلالين- ط» جزء منه، في التفسير، و «أربعون حديثا قدسية- خ» رسالة، و «ضوء المعالي- ط» شرح قصيدة بدء الأمالي، في التوحيد، و «منح الروض الأزهر في شرح الفقه الأكبر- ط» ورسالة في «الرد على ابن العربي في كتابه الفصوص وعلى القائلين بالحلول والاتحاد- خ» و «شرح كتاب عين العلم المختصر من الإحياء- ط» و «فتح الأسماع- خ» فيما يتعلق بالسماع، من الكتاب والسنة ونقول الأئمة، و «توضيح المباني- خ» شرح مختصر المنار، في الأصول، و «الزبدة في شرح البردة- خ» في مكتبة عبيد. ونقل لي عن هامشه، بشأن الخلاف حول اسم أبي صاحب الترجمة، الحاشية الآتية: «ودأب العجم أن يسموا أولادهم أسماء مزدوجة مثل فاضل محمد وصادق محمد وأسد محمد واسم أبيه سلطان محمد. فهو من هذا القبيل على ما سمع وأما كونه من الملوك فلم يسمع».»[15]

## وفاته
توفي في شوال سنة 1014 هـ، ودُفن بمقبرة المعلاة في مكة المكرمة. وقد حكى بعض من ترجم للشيخ علي القاري أنه لما بلغ خبر وفاته علماء مصر صلوا عليه بالجامع الأزهر صلاة الغائب في مجمع حافل يجمع أربعة آلاف نسمة فأكثر.